# Acridomyia fumisquama
Acridomyia fumisquama is een vliegensoort uit de familie van de bloemvliegen (Anthomyiidae).